# ATP Challenger Casablanca
Das ATP Challenger Casablanca (offizieller Name: Morocco Tennis Tour Casablanca) war ein von 2011 bis 2015 jährlich stattfindendes Tennisturnier in Casablanca, Marokko. Es war Teil der ATP Challenger Tour und wurde im Freien auf Sandplatz ausgetragen.

## Liste der Sieger

### Einzel
| Jahr                         | Sieger            | Finalgegner       | Ergebnis          |
| ---------------------------- | ----------------- | ----------------- | ----------------- |
| 2015                         | Lamine Ouahab     | Javier Martí      | 6:0, 7:66         |
| 2014                         | nicht ausgetragen | nicht ausgetragen | nicht ausgetragen |
| 2013                         | Dominic Thiem     | Potito Starace    | 6:2, 7:5          |
| 2012                         | Aljaž Bedene      | Nicolas Devilder  | 7:66, 7:64        |
| 2011                         | Jewgeni Donskoi   | Alessio di Mauro  | 2:6, 6:3, 6:3     |
| 2008–2010: nicht ausgetragen |                   |                   |                   |
| 2007                         | Marin Čilić       | Simone Bolelli    | 4:6, 6:3, 6:4     |

### Doppel
| Jahr                         | Sieger                            | Finalgegner                        | Ergebnis          |
| ---------------------------- | --------------------------------- | ---------------------------------- | ----------------- |
| 2015                         | Laurynas Grigelis Adrian Ungur    | Flavio Cipolla Alessandro Motti    | 3:6, 6:2, [10:5]  |
| 2014                         | nicht ausgetragen                 | nicht ausgetragen                  | nicht ausgetragen |
| 2013                         | Riccardo Ghedin Claudio Grassi    | Gero Kretschmer Alexander Satschko | 6:4, 6:4          |
| 2012                         | Walter Trusendi Matteo Viola      | Jewgeni Donskoi Andrei Kusnezow    | 1:6, 7:65, [10:3] |
| 2011                         | Guillermo Alcaide Adrián Menéndez | Leonardo Tavares Simone Vagnozzi   | 6:2, 6:1          |
| 2008–2010: nicht ausgetragen |                                   |                                    |                   |
| 2007                         | Łukasz Kubot Oliver Marach        | Michal Mertiňák Robin Vik          | 7:62, 7:5         |